# Děkanství moravskobudějovické
Děkanství moravskobudějovické je územní část brněnské diecéze s centrem v Moravských Budějovících. Zahrnuje 19 římskokatolických farností. Děkanství vzniklo v roce 1952 a nově bylo vymezeno při reformě členění brněnské diecéze k 1. červenci 1999.
Funkci děkana vykonává od 15. listopadu 1999 Mons. Mgr. Josef Brychta, farář farnosti Jemnice, toho od 1. srpna 2025 vystřídal Miloš Mičánek, farář farnosti Moravské Budějovice.

## Seznam farností
| Farnost                        | Správce                                            | Farní kostel               |
| ------------------------------ | -------------------------------------------------- | -------------------------- |
| Babice u Lesonic               | administrátor excurrendo, R. D. Mgr. Lubomír Řihák | Nejsvětější Trojice        |
| Biskupice u Hrotovic           | administrátor excurrendo, Běhařovice               | sv. Martina                |
| Budkov                         | administrátor excurrendo, Jemnice                  | sv. Martina                |
| Častohostice                   | administrátor excurrendo, Moravské Budějovice      | sv. Barbory                |
| Domamil                        | administrátor excurrendo, R. D. Vojtěch Zahrádka   | sv. Prokopa                |
| Jakubov u Moravských Budějovic | administrátor excurrendo, Želetava                 | sv. Jakuba Staršího        |
| Jaroměřice nad Rokytnou        | R. D. Mgr. Tomáš Holcner                           | sv. Markéty                |
| Jemnice                        | R. D. Mgr. Josef Brychta                           | sv. Stanislava             |
| Kdousov                        | administrátor excurrendo, Velký Újezd u Jemnice    | sv. Linharta               |
| Krhov                          | administrátor excurrendo, Hrotovice                | sv. Jakuba Staršího        |
| Litohoř                        | administrátor excurrendo, Želetava                 | sv. Jana Nepomuckého       |
| Lukov u Moravských Budějovic   | administrátor excurrendo, Moravské Budějovice      | Narození Jana Křtitele     |
| Martínkov                      | administrátor excurrendo, R. D. Mgr. Lubomír Řihák | Navštívení Panny Marie     |
| Moravské Budějovice            | R. D. Miloš Mičánek                                | sv. Jiljí                  |
| Myslibořice                    | administrátor excurrendo, Jaroměřice nad Rokytnou  | sv. Lukáše                 |
| Nové Syrovice                  | administrátor excurrendo, Moravské Budějovice      | sv. Cyrila a Metoděje      |
| Radkovice u Hrotovic           | administrátor excurrendo, Hrotovice                | Čtrnácti svatých pomocníků |
| Velký Újezd u Jemnice          | R. D. Martin Grones, Th.D.                         | sv. Petra a Pavla          |
| Želetava                       | R. D. Mgr. Tomáš Mikula                            | sv. Michaela archanděla    |